# Jürg Lenggenhager

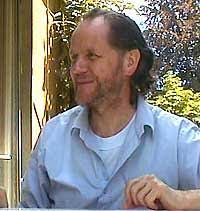
Jürg Lenggenhager 2001

Jürg Lenggenhager (* 20. März 1943 in Bern) ist ein schweizerischer Musiker und Kunstmaler.

## Leben
Jürg Lenggenhager wurde 1943 als Sohn von Karl Lenggenhager und Felizitas Hedwig Lenggenhager-Egger geboren. Er war Schüler von Suzanne Eggli am Konservatorium Bern. 1958 äusserte er gegenüber seiner Lehrerin den Wunsch Pianist zu werden. Sie riet ihm jedoch ab mit der Begründung, er sei zu vielseitig begabt. Als er am Radio den Jazzpianisten Bobby Timmons mit seiner Komposition Moanin’ gehört hatte, brach er seine klassische Pianistenkarriere ab und widmete sich fortan der Jazzmusik.
1962 erlangte er die Maturität.
Von 1964 bis 1967 war er an der Kunstgewerbeschule Bern Schüler von Max von Mühlenen.
Von 1965 bis 1969 studierte Jürg Lenggenhager Theologie an der Universität Freiburg (Schweiz).
Von 1965 bis 1971 war er Korrepetitor an der Tanzschule von Harald Kreutzberg und Hilde Baumann.
Von 1966 bis 1973 war er Dozent an der Jazzschule Bern (heute: Swiss Jazz School). Er betreute die Schüler, welche im Nebenfach Klavier studierten.

## Musik
Im Jahre 1964 entstand, u. a. mit Roger Pfund, die Schallplatte „Fase Kran und Jazz“, welche von Kurt Marti folgendermassen beschrieben wurde:
»Joachim-Ernst Berendt, Deutschlands Jazzexperte Nr. 1 war einer der ersten, die im Südwestfunk Jazz und moderne Lyrik mixten. Fast gleichzeitig fanden in den USA, begonnen von der San-Francisco-Gruppe der Beatnik-Dichter, „Jazz and Poetry“-Veranstaltungen in den Bohème-Zirkeln der Grossstädte rasche Verbreitung. […] Eine der besten Veranstaltungen dieser Art fand letztes Jahr in Bern statt. Erstmals hatte ein junger Jazzmusiker, Jürg Lenggenhager, versucht, zu dem Gedichtzyklus „Fase Kran“ von Peter Lehner eine eigene und neue Jazzmusik zu machen, die genau auf Lehners Texte einging, sozusagen Jazz nach Mass: nämlich nach dem Mass des gegebenen Gedichtzyklus. So entstand ein geschlossenes, rundes Kunstwerk. Das Zufällig-Beliebige oder auch allzu künstlich Montierte, das so manche Jazz-Lyrik-Mixturen beeinträchtigt, blieb hier ausgeschaltet; das Ganze war aus einem Guss. Nicht zufällig war der Jazzmusiker auch hier durch Gedichte inspiriert worden, die pointiert gesellschaftskritischer Art sind. […]«
Im Dezember 1966 entstand die Schallplatte „rencontres“ mit seinem Trio. Am Bass war Roger Pfund, am Schlagzeug Andreas Straub. Umschlagentwurf: Roger Pfund.
Von 1977 bis 1983 unterbrach er seine Tätigkeit als Musiker.
Von 1983 bis 2023 spielte er mit den Musikern Claude Siffert (Gitarre), Christian Geiser (Bass) und Juan Puigventós (Schlagzeug) im Quartett.
1998 Duo-Aufnahme mit dem Vibraphonisten Christian Hunziker: Impro-Visionen Freie, gegenseitig inspirierende Improvisationen in 6 Elementen. CD-Hülle von Jürg Lenggenhager.

## Malerei

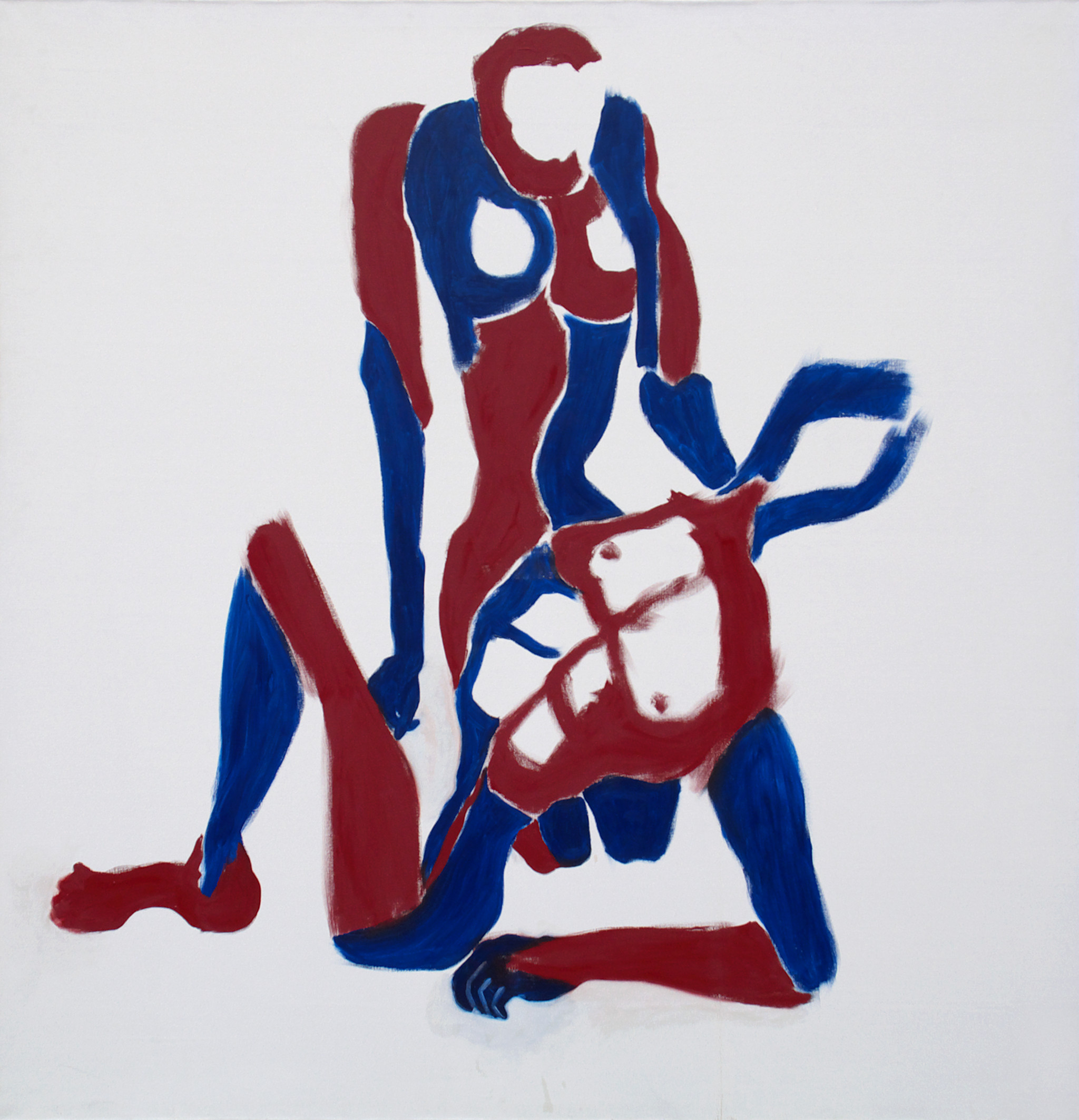
Gemälde von Jürg Lenggenhager

Jürg Lenggenhager schuf zahlreiche Bilder, welche sich vornehmlich in Privatbesitz befinden.
In der Kirche St. Antonius (Bern-Bümpliz) schuf er 1992 einen Kreuzweg durch das Passionsgeschehen mit 14 Bildern an den vorderen Seitenwänden.
Das 1995 errichtete Ökumenische Zentrum in Pieterlen
wurde künstlerisch mit Bildern von Jürg Lenggenhager ausgeschmückt.
An der Fachhochschule Nordwestschweiz in Solothurn war von Oktober 2009
bis Ende März 2010 ein fünfundzwanzigteiliger Bilderzyklus zu sehen, den Jürg Lenggenhager im Sommer des Jahres 1975 gemalt hat. Der Bilderzyklus war auch vom 10.–20. April 2008 in der Kulturarena in Wittigkofen, zu Gunsten der Betax ausgestellt worden. Danach entstand das Buch „Helfen bewegt“. Im Sommer 2022 erschien das Buch „Bilder Jürg Lenggenhager“.